# Suela

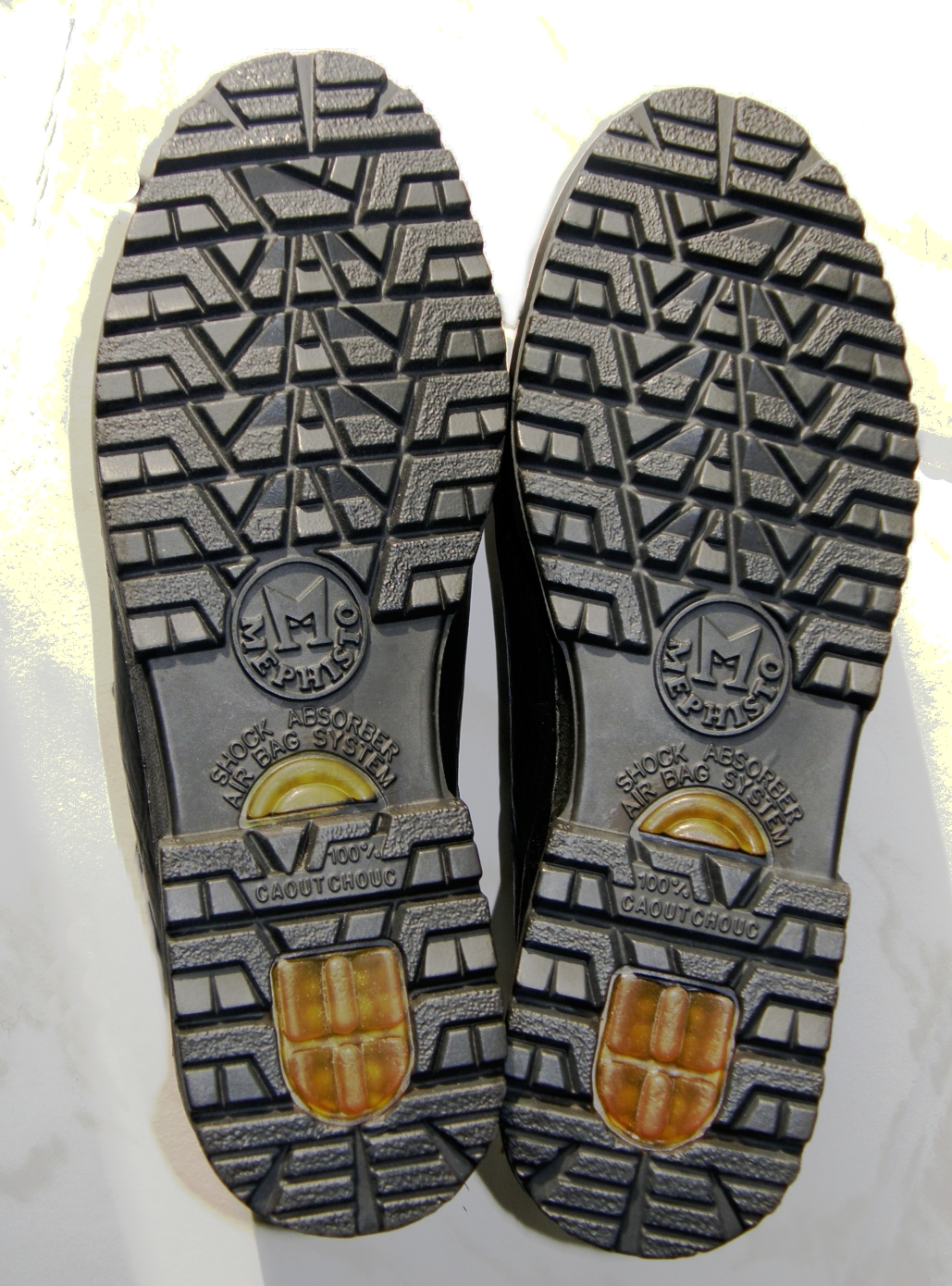
Suelas de zapatos

La suela es la parte del zapato que por lo general está formado por un material más resistente que el zapato en sí. Sirve para proteger la planta del pie y proporcionar  tracción y mayor fricción para evitar caídas.
Las suelas pueden ser de distintas formas según el zapato, proporcionando características diferentes para cada uno. Un ejemplo claro de esto es un zapato de patinaje, que posee una mayor fricción y, al contrario, en una zapatilla de ballet esta es más suave.

## Clasificación por tipo de material

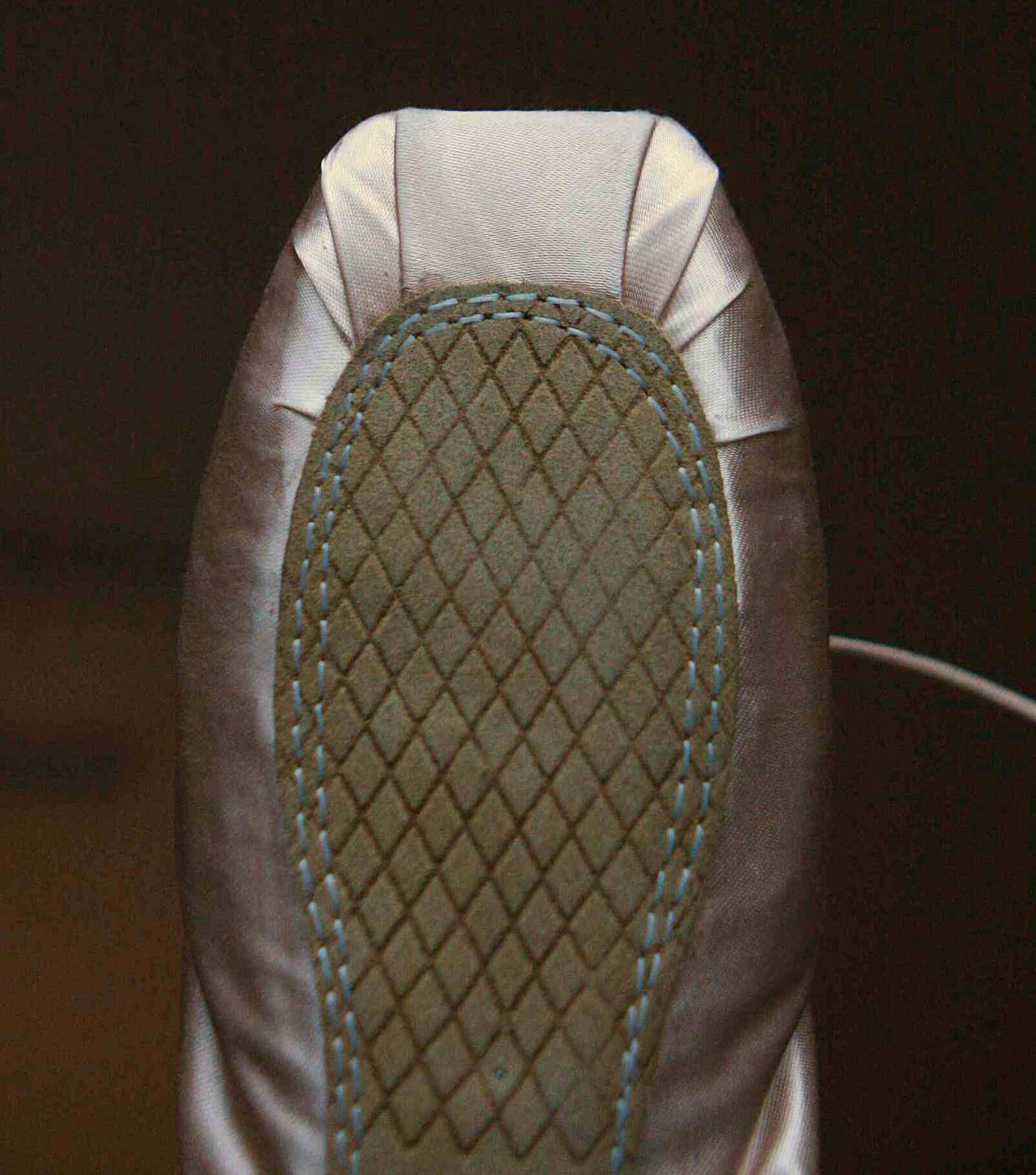
Zapatilla de ballet sin apenas suela

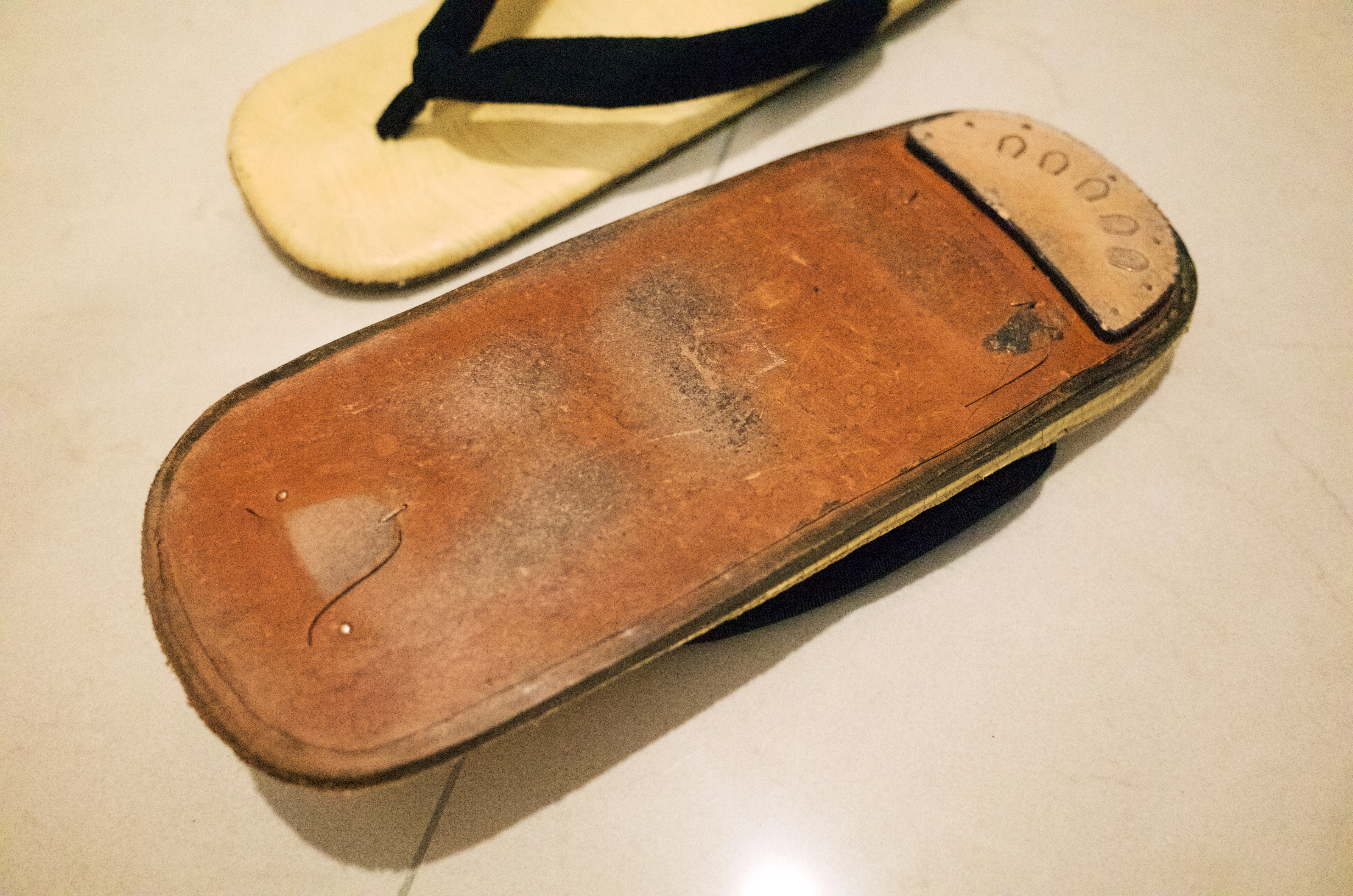
Suela de cuero

No hay que olvidar que hay zapatos para cada ocasión y que no por ser más ligeros o más cómodos sean aptos y se adecúen a nuestras necesidades.
- Ejemplo 1: para jugar a fútbol se recomienda usar una suela que no resbale
- Ejemplo 2: las zapatillas de ballet deben ser cómodas y flexibles, casi sin suela.

Las suelas se pueden clasificar según el material del que estén hechas:
- Suelas de PVC — son las suelas cuyo material está compuesta básicamente por resina de policloruro de vinilo (PVC) y DOP Di-Octilphtalte. Características: son suelas relativamente pesadas comparadas con los de otros materiales.
- Suelas en materiales expandidos. Estas suelas están compuestas de P.V.C o T.R., difieren en que tienen uno o varios componentes que permiten expandir estos materiales (como el Spancel o el Celogen) y de ese modo la suela pesa menos. En algunos casos se disminuye la resistencia a la abrasión.
- Suelas de poliuretano (PU) — son las suelas cuyo material está compuesto por la mezcla de dos componentes, el poliol e isocianato, además de un reactivo. Este material es ligero, por lo que muchas veces se selecciona este material para suelas de dama que tienen plataforma o tacones altos.
- Suelas de caucho o hule — son suelas fabricadas con hule vulcanizado, por lo que son muy resistentes y pesadas, son muy resistentes a la abrasión.
- Suelas de goma termoplástica (TR).
- Suelas de EVA  — están fabricadas de etileno vinilo acetato, es muy ligero de peso y además son duraderas de excelente calidad, resistentes.[1]
- Suelas de cuero — estas son elaboradas a partir del cuero del ganado vacuno.
- Suelas de TPU — son fabricadas por moldeo por inyección a partir de poliuretano termoplástico. La suela tiene la propiedad de ser muy resistente a la abrasión, tiene mayor duración que las suelas de caucho, mejor propiedad de resiliencia, esto hace del caminar más cómodo, además de tener muy buenos acabados brillantes y mates.
- Suelas porolivianas — se fabrican de materiales porosos y, a la vez, ligeros, como el aerografito, empleándose para aplicaciones especiales, como las suelas de las ortesis (o botas inmovilizadoras) de tobillo.

## ¿Cómo se fabrica una suela?
Existen varios procesos para la fabricación de las mismas, pueden ser inyectadas o moldeadas en una máquina de compresión. En la mayoría de los casos la materia prima está granulada y es fundida a temperaturas entre los 100 °C y 170 °C para luego ser estampada en moldes fabricados con aluminio, acero, Zamac o pasta con el diseño negativo de la suela.

## Galería

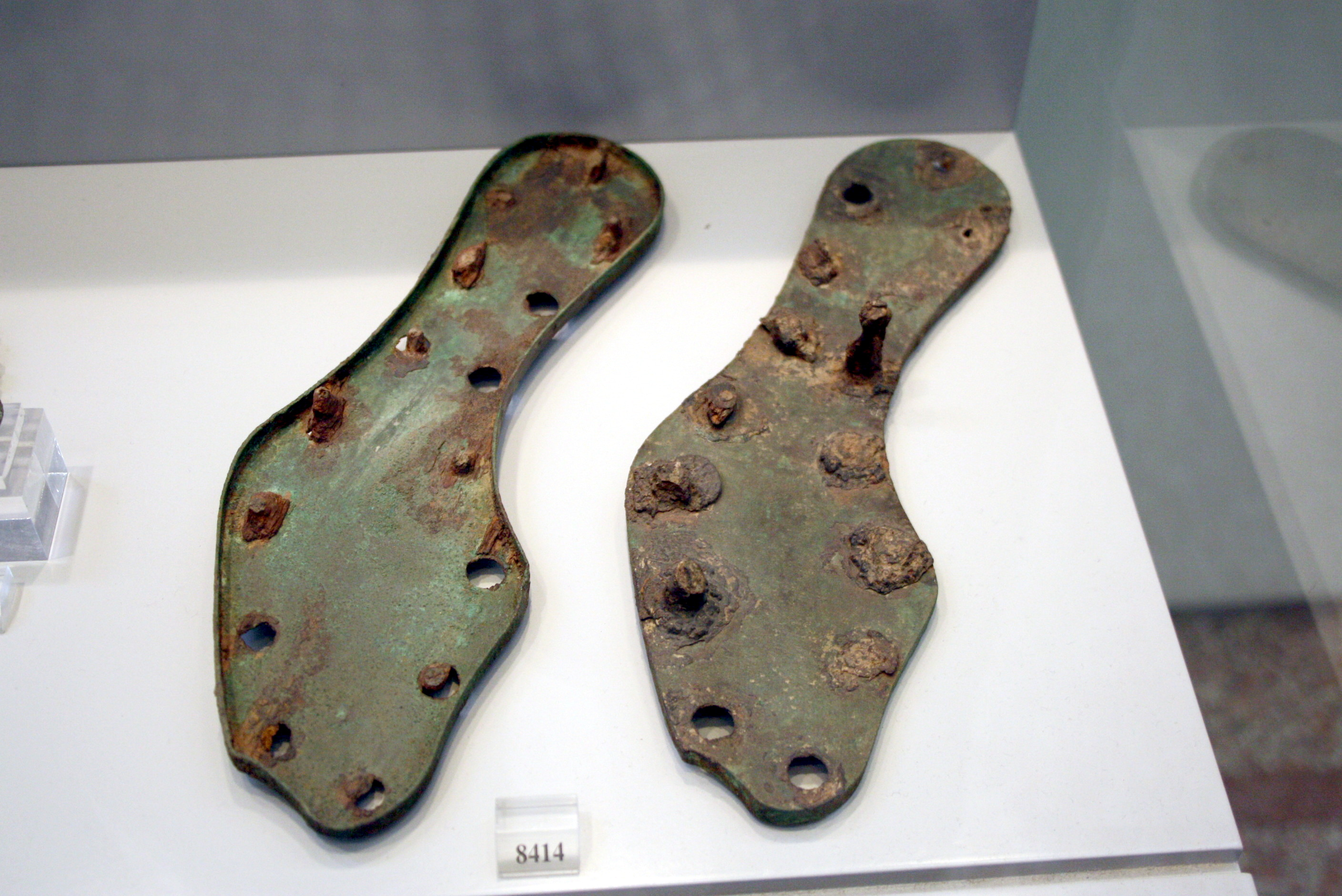
Antiguas suelas de bronce del imperio griego
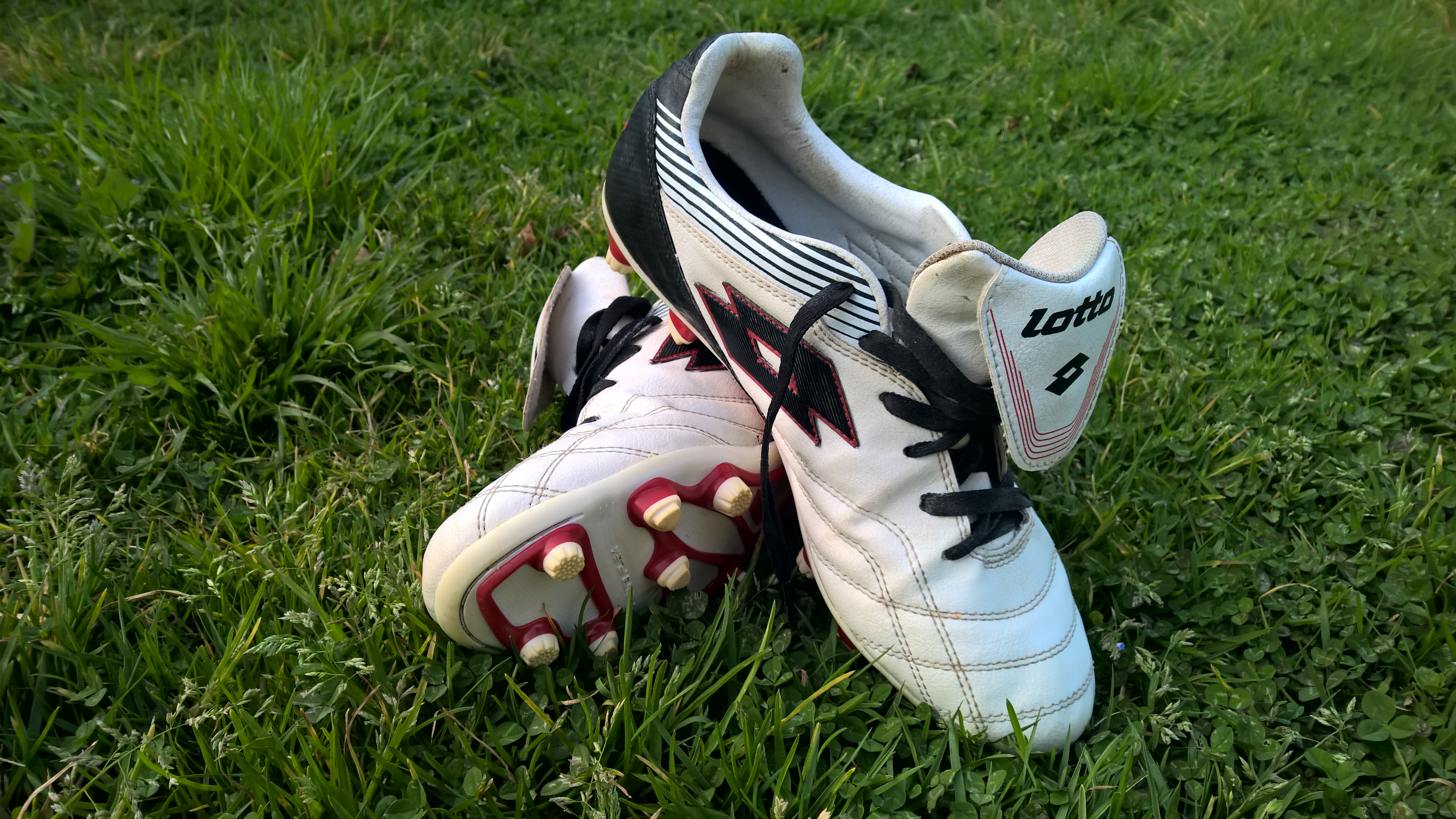
Botas de fútbol con tacos
Zapatos de golf con tacos metálicos
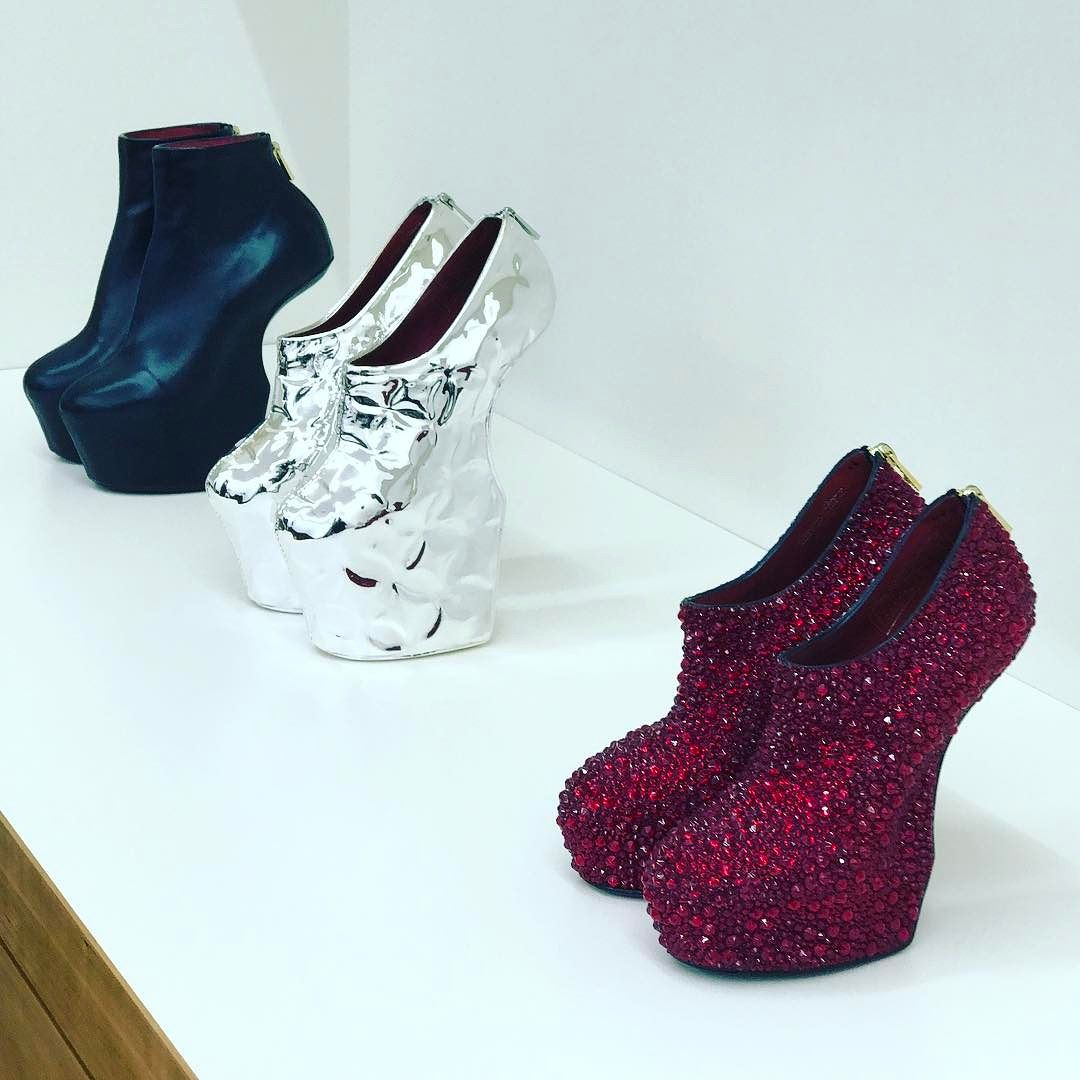
Suelas altas en zapatos sin tacón
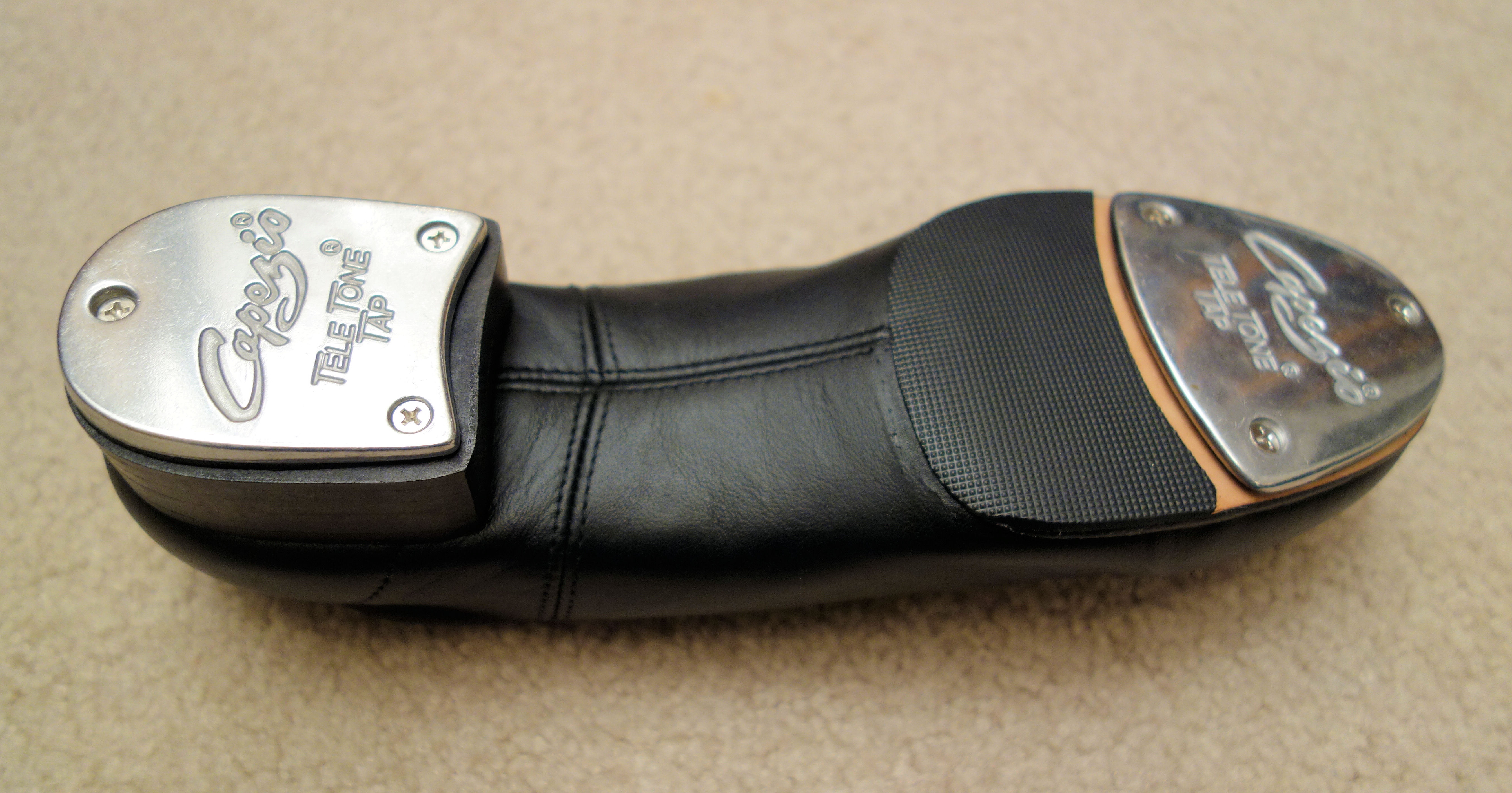
Puntera y tacón metálicos en los zapatos de claqué
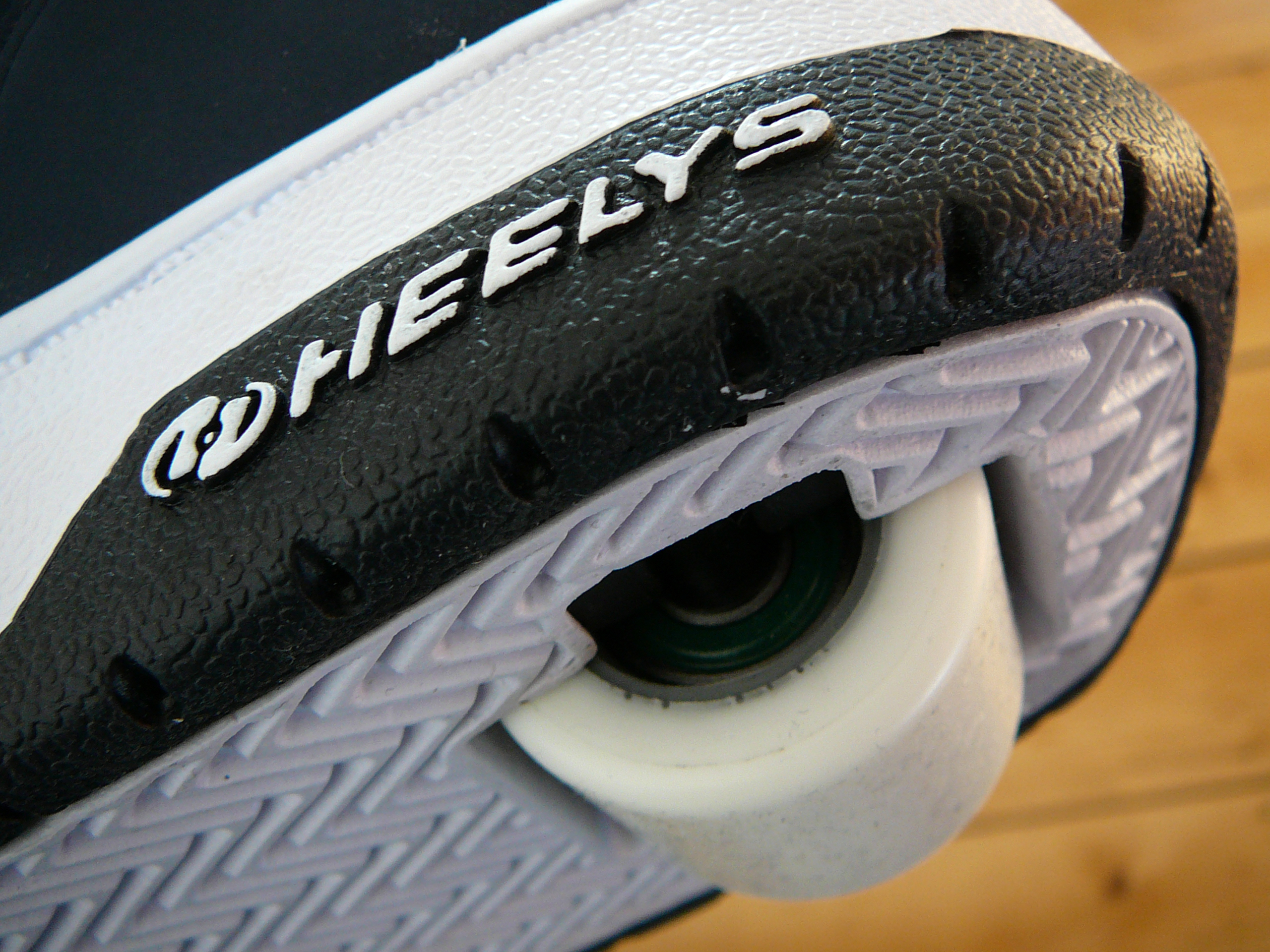
Rueda de patín incorporada en la suela